# The Buckminster Fuller Institute
The Buckminster Fuller Institute est un institut dont le but est d'accélérer le développement scientifique de l'humanité, pour le bien des êtres humains et des écosystèmes de la planète. Il a été créé par Jaime Snyder pour perpétuer l’œuvre de son grand-père Richard Buckminster Fuller.